# М-20 (электронно-вычислительная машина)
M-20 — советская ламповая электронная вычислительная машина. Разработана в Институте точной механики и вычислительной техники (ИТМиВТ) и СКБ-245 под руководством С. А. Лебедева. Заместители главного конструктора — М. К. Сулим и М. Р. Шура-Бура, основные разработчики — П. П. Головистиков, В. Я. Алексеев, В. В. Бардиж, В. Н. Лаут, А. А. Соколов, М. В. Тяпкин, А. С. Федоров. Разработка была начата в 1955 году и завершена в 1958 году. ЭВМ выпускалась с 1959 по 1964 год на Казанском заводе математических машин и Московском заводе САМ, всего в Казани было выпущено 63 комплекта.

## Технические характеристики
- Элементная база: 1600 электровакуумных ламп, полупроводниковые диоды
- Тактовая частота: 666,7 кГц (один импульс за примерно 1,5 мксек)
- Система представления чисел: двоичная с плавающей запятой, 45 разрядов на коды чисел
- Оперативная память: на ферритовых сердечниках, объёмом 4096 45-разрядных слов
- Буферная память: три магнитных барабана по 4096 слов каждый
- Внешняя память: магнитные ленты (4 блока), перфокарты
- Устройство вывода: печатающее устройство
- Производительность: в среднем, 20 тыс. операций в секунду, простые операции выполняются за 24 мксек, сложение за 28.5 мксек, умножение за 70 мксек
- Занимаемая площадь: 170—200 кв.м.
- Потребляемая мощность: 50 кВт, не считая системы охлаждения

## Быстродействие
В неакадемических источниках можно встретить утверждение, что на момент окончания разработки М-20 являлась самым быстрым компьютером в мире. По всей видимости, это мнение основывается на книге Б. Н. Малиновского, согласно которой «она была успешно принята Государственной комиссией с оценкой „самая быстродействующая в мире“». Данное утверждение не соответствует действительности: М-20 способна выполнить около 35 тыс. операций сложения и более 14 тыс. операций умножения в секунду, в то время как ближайший конкурент IBM 709, выпускавшаяся с 1959 года, имела быстродействие 42 000 инструкций по сложению или вычитанию в секунду.

## Развитие
Позже на замену M-20 были разработаны полупроводниковые машины БЭСМ-3М, БЭСМ-4, М-220, М-220М, М-222 (последние две — в СКБ Казанского завода ЭВМ), программно совместимые с М-20 и имевшие бо́льший объём памяти. Машины М-220М и М-222 получили значительное распространение в военно-промышленном комплексе, они выпускались до 1974 года, всего было выпущено более 800 штук.

## Эмуляция
Сергей Вакуленко написал эмулятор m20. К эмулятору прилагается инструкция по использованию М-20 ЭВМ.
Дмитрий Стефанков написал полный эмулятор ЭЦВМ М-20.